# Place forte de Valença
La place forte de Valença, (en portugais : Praça-forte de Valença, ou Fortificações da Praça de Valença do Minho), est une fortification située dans la freguesia de Valença, Cristelo Covo e Arão, sur le territoire de la municipalité de Valença (district de Viana do Castelo, Portugal),.
La fortification de Valença, ville située sur la rive gauche du Minho, à la frontière portugaise avec la Galice, remonte à la transition des XIIe et XIIIe siècles. Elle avait pour but de défendre la ville et le passage de cette section du fleuve. Elle est classée Monument national depuis 1928.

## Historique
Dans le contexte de la guerre de restauration de l'indépendance portugaise, cette fortification  fut entièrement rénovée, selon un projet du Français Miguel de l'Ècole (pt) . Les remparts furent reconstruits pour englober le périmètre étendu de la ville, et de nouvelles structures bastionnées furent érigées, notamment :
- La Coroada, avec trois bastions (Santa Ana, São Jerônimo et Santa Bárbara) et deux demi-bastions (São José et Santo Antônio),
- Des nouveaux fossés furent ouverts, sur lesquels des reliefs furent érigés sur la pente,
- Des ravelins pour défendre certaines murailles,
- Sept nouveaux bastions, à savoir : Carmo, Esperança, Faro, Lapa, São Francisco, São João et Socorro .

Déjà en chantier, la fortification résista à une incursion espagnole au début de la guerre de Restauration (1643). Alors qu'elle était encore en construction, elle tomba aux mains des Espagnols en 1654 et fut rapidement reconquise par les troupes portugaises commandées par le Conde de Castelo Melhor (pt). Les travaux se poursuivirent en 1661 et furent achevés en 1713 lorsque son dernier architecte, Manuel Pinto de Vilalobos (pt), le déclara achevé. À la fin du XVIIIe siècle, les murs de la poudrière furent renforcés et la boucherie fut construite (1774).
Pendant la guerre d'indépendance espagnole, après une résistance acharnée, elle tomba aux mains des troupes napoléoniennes sous le commandement de Jean-de-Dieu Soult (1809), qui firent sauter la Puerta del Sol.
Durant la guerre civile portugaise, la ville rejoignit le parti libéral en 1828, lors de la bataille de Belfast, où il fut assiégé par les forces royalistes et se rendit après neuf jours. La ville ne fut reconquise par les libéraux qu'en 1830, avec le renfort de l'amiral anglais Charles Napier.
Considérée comme la fortification la plus importante du Haut Minho, soumise à plusieurs interventions de conservation et de restauration tout au long du XXe siècle, les structures qui ont survécu sont en bon état de conservation et ouvertes au public.

## Caractéristiques
Avec la reconstruction des défenses qui transformèrent Valença en ville fortifiée, la ville fut séparée du fleuve par un réseau de bastions et au moyen de fossés et de passages souterrains.
Planométriquement, à l'abri d'un ensemble complexe de bastions, de ravelins et de fossés, dans deux grandes zones qui communiquaient par la Porta do Meio (Porte du Milieu) : le secteur Nord, qui comprend la vieille ville, et le secteur Sud, une zone plus petite et plus ouverte : la Coroada (Couronne).

## Galerie

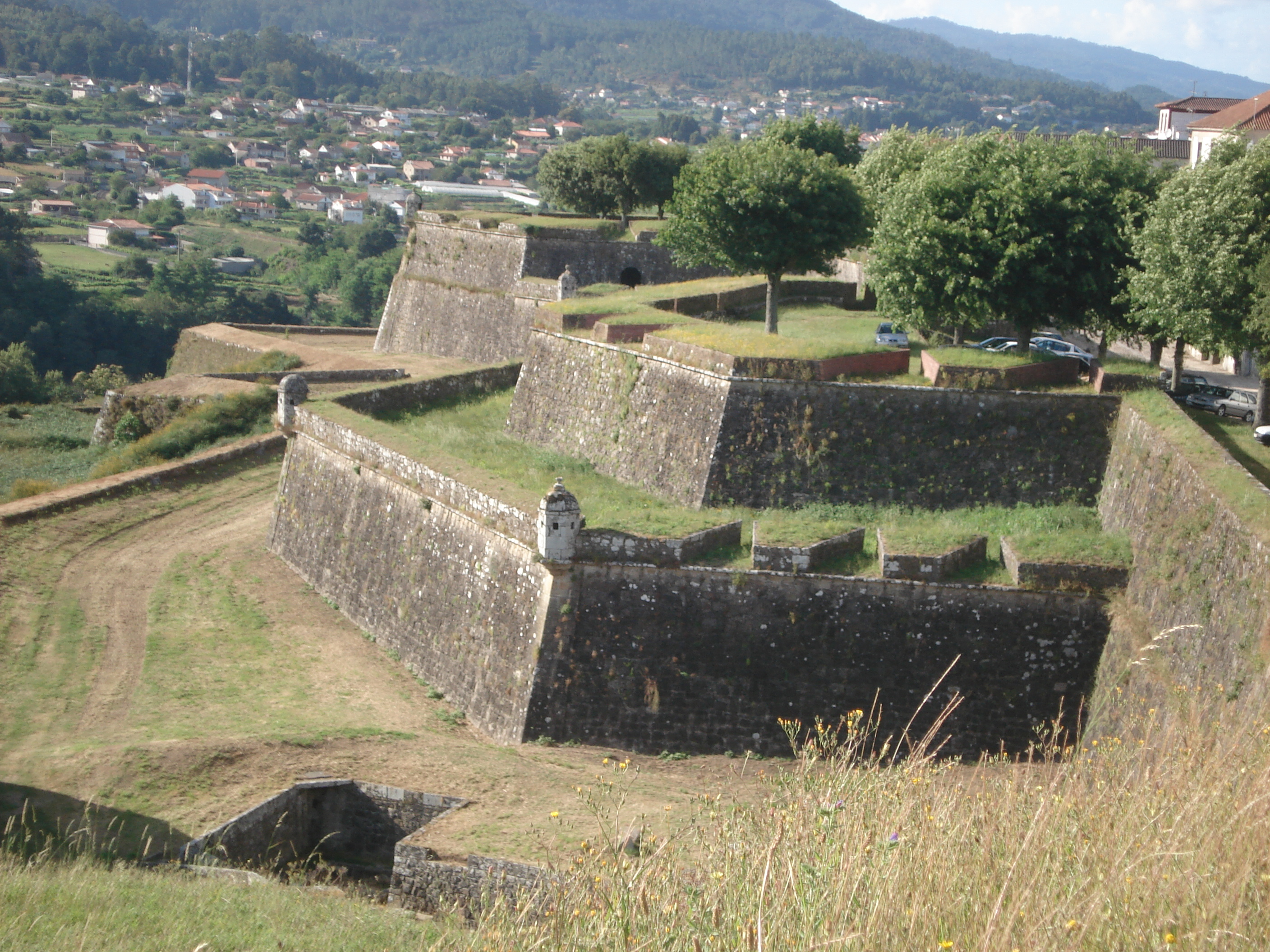
Les remparts.
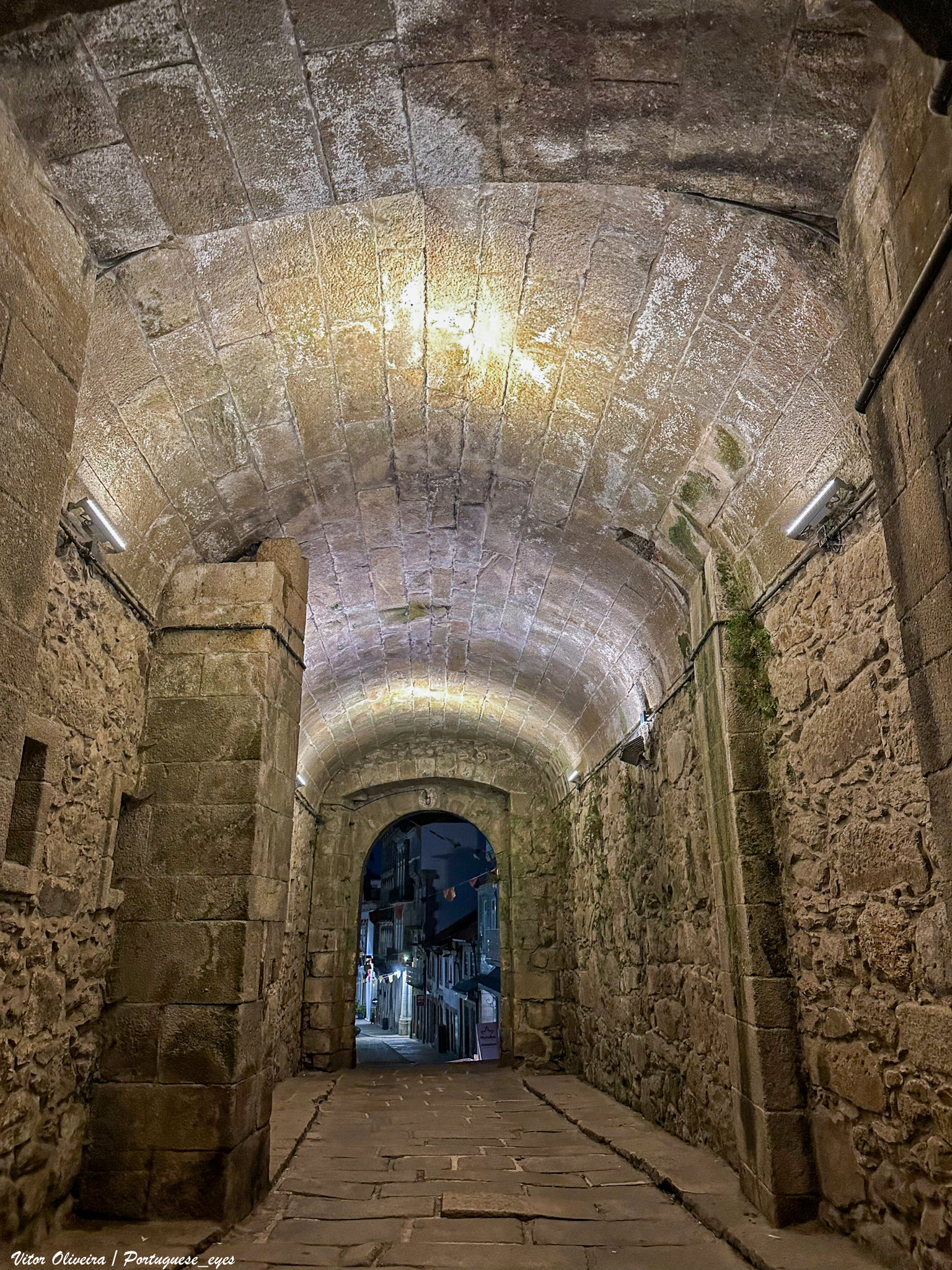
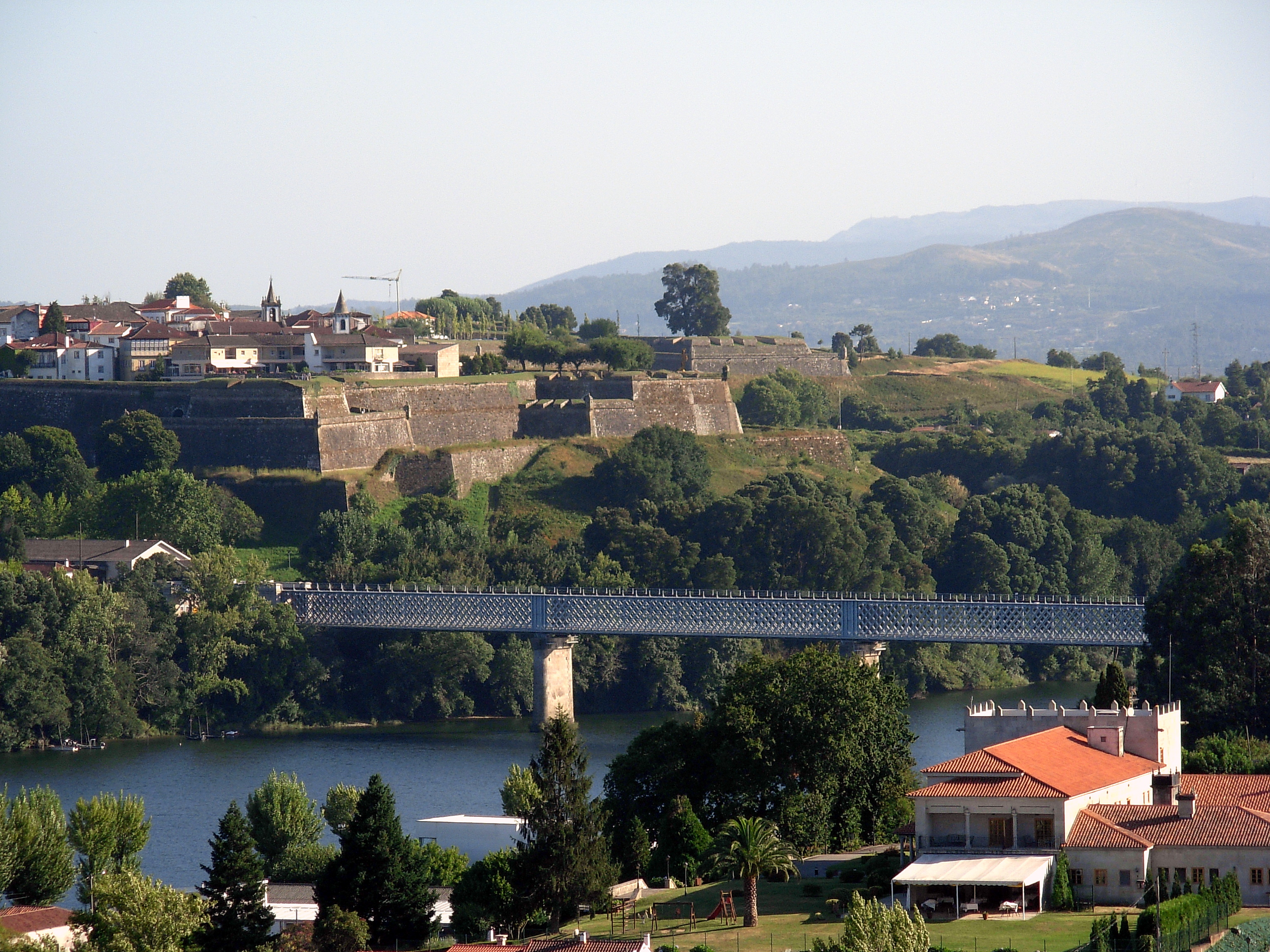
Vue de la rivière.
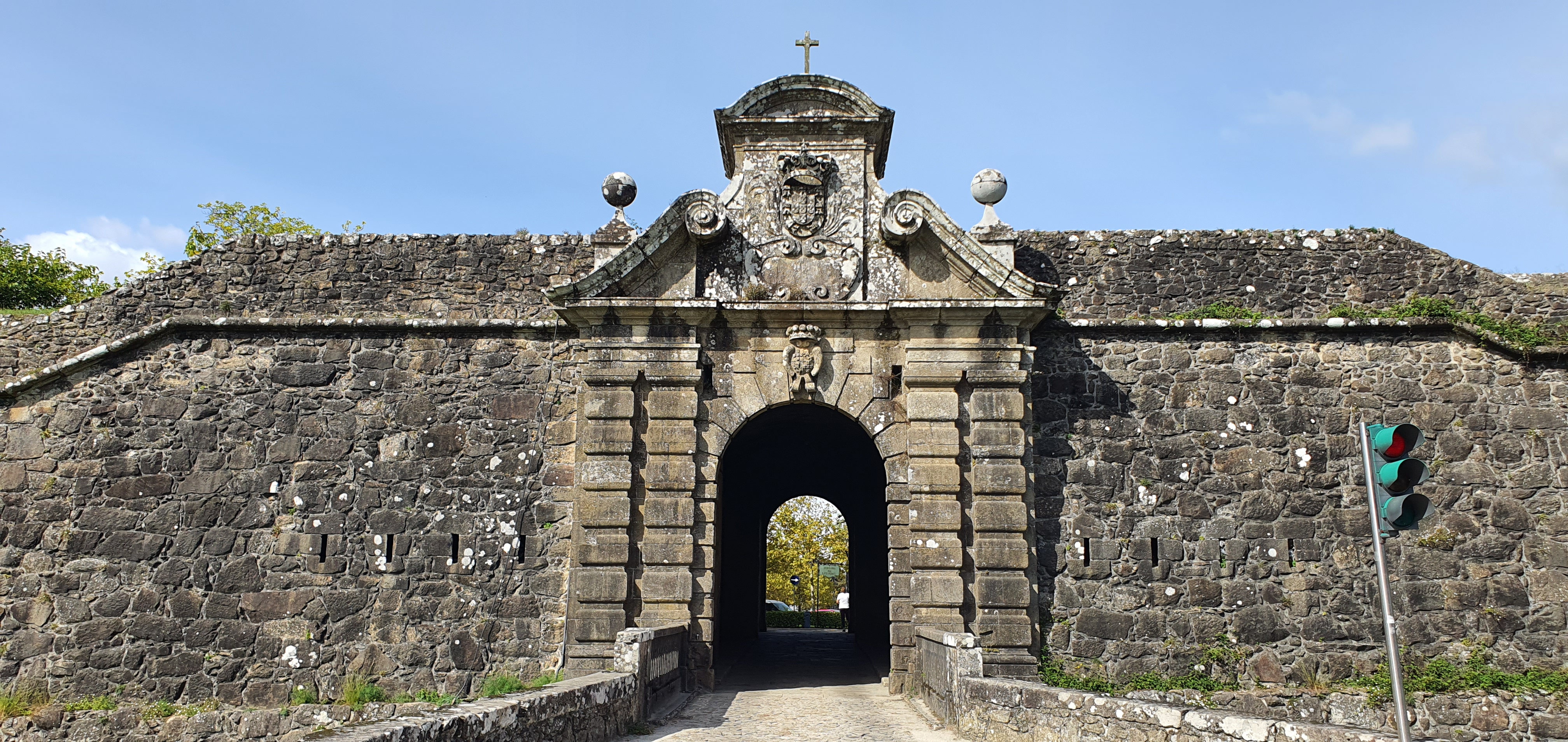
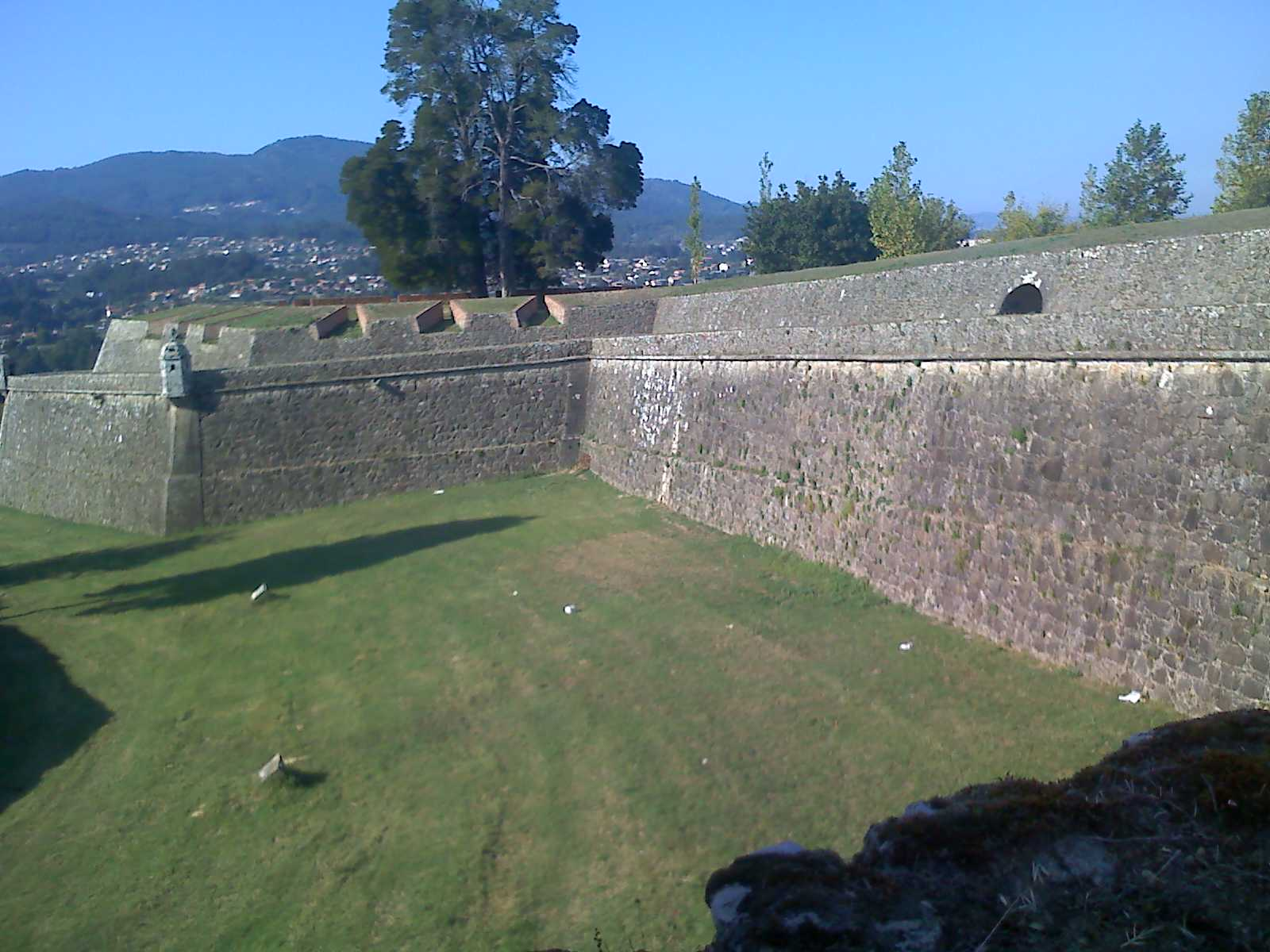